# The Warriors: Street Brawl
The Warriors: Street Brawl es un videojuego de beat 'em up de desplazamiento creado por el estudio letón CXTM. Fue lanzado en Mac OS X, Microsoft Windows y Xbox 360 en septiembre de 2009. Está basado en la película de 1979 The Warriors, que a su vez está basada en la novela de 1965 del mismo nombre escrita por Sol Yurick.

## Jugabilidad
The Warriors: Street Brawl es un videojuego de desplazamiento beat 'em up con el tema, los personajes y el escenario de The Warriors. Hay varios modos de juego, incluidas batallas contra jefes en la arena y multijugador versus peleas con otros guerreros. Los jugadores controlan a los miembros de la pandilla The Warriors, con un total de seis personajes jugables: Swan, Cochise, Vermin y Rembrandt, así como los personajes desbloqueables Mercy y Ajax. Se anima a los jugadores a usar armas mientras luchan contra otras pandillas, con armas como cuchillos, bates y palancas disponibles para usar. The Warriors: Street Brawl presenta siete niveles con tres etapas, para un total de 21 misiones. En el modo para un jugador del juego, los jugadores cuentan con el apoyo de aliados controlados por la IA. El juego también está disponible para varios jugadores, y los jugadores pueden trabajar juntos en un juego cooperativo o luchar entre sí.

## Trama
La trama del juego es como la película. El jugador controla una pandilla callejera llamada Warriors, que los lleva de regreso a su territorio en Coney Island, después de haber sido culpados injustamente por el asesinato del líder de la pandilla rival Cyrus en Van Cortlandt Park.

## Recepción
The Warriors: Street Brawl recibió críticas generalmente desfavorables. Brett Todd de GameSpot criticó el juego por su campaña "larga y triste", "golpes repetitivos" y "gráficos turbios"; sin embargo, la revisión también señaló que los fanáticos de la película The Warriors "apreciarán los escenarios y las bandas enemigas". Charles Onyett de IGN calificó el juego con 3.3/10, clasificándolo como "Horrible"; la reseña calificó a The Warriors: Street Brawl como un "beat-'em up de desplazamiento lateral mal ejecutado", criticando el juego por sus "controles descuidados, movimientos lentos de los personajes y muy poca variedad". En Metacritic, The Warriors: Street Brawl tiene una calificación de 40/100 basada en 13 críticas, lo que sugiere que las críticas del juego son "generalmente desfavorables".